# Evermannia zosterura
Evermannia zosterura är en fiskart som först beskrevs av Jordan och Gilbert 1882.  Evermannia zosterura ingår i släktet Evermannia och familjen smörbultsfiskar. IUCN kategoriserar arten globalt som livskraftig. Inga underarter finns listade i Catalogue of Life.